# Angelo de Fiore
Angelo de Fiore (talvolta riportato come De Fiore) (Rota Greca, 19 luglio 1895 – Roma, 18 febbraio 1969) è stato un poliziotto italiano.
Durante l'occupazione tedesca di Roma (1943-44), nel corso della seconda guerra mondiale, in servizio quale responsabile dell'Ufficio stranieri della questura di Roma salvò la vita di centinaia di ebrei strappandoli alla deportazione nazista e all'Olocausto.

## Biografia
Nato a Rota Greca, in provincia di Cosenza, e trasferitosi da bambino a Roma, svolse gli studi presso il Collegio militare del Convitto, dopo aver prestato servizio durante la prima guerra mondiale quale sottotenente nella Brigata Mitraglieri Pappagallo, nella quale combatté in prima linea sul Brenta, a Rovereto e a Trento, fu ferito nel 1917 e si congedò con il grado di maggiore. Laureatosi in giurisprudenza nel 1928 e sposatosi, si trasferì a Roma, dove vinse il concorso quale funzionario di Pubblica sicurezza. Prestò servizio in diverse città, fino ad essere nominato vice-questore a Roma, dove prestò servizio per 27 anni.
Quale dirigente dell'Ufficio stranieri, iniziò ad aiutare gli ebrei di cittadinanza non italiana che, in conseguenza dell'approvazione delle leggi razziali, avrebbero dovuto lasciare il paese entro il 12 marzo 1939. Scoppiata la seconda guerra mondiale, fu richiamato nei granatieri, con il grado di maggiore, continuando contemporaneamente a ricoprire il ruolo di vice-questore dirigente dell'Ufficio stranieri; in questa veste, e proseguendo la collaborazione con la DELASEM (organizzazione della resistenza antinazista) e con l'opera assistenziale di monsignor Hugh O'Flaherty, finse al contempo di aiutare le autorità del Terzo Reich che occupavano all'epoca Roma.
Nella sua veste di dirigente dell'Ufficio stranieri manipolò le pratiche riguardanti ebrei e sospetti di attività antifascista, ostacolando in tal modo l'attività della Gestapo, da cui riceverà ripetuti richiami e venendo fatto oggetto anche di un'indagine che si risolverà senza alcuna conseguenza. Con i timbri ufficiali del suo ufficio provvide alla vidimazione di vari documenti falsi – preparati da Luigi Charrier dell'Ufficio anagrafe – quali tessere annonarie e permessi di soggiorno. Spesso "prelevò" cittadini ebrei dalle prigioni dove erano stati rinchiusi dai nazisti, facendoli passare per pericolosi ricercati per reati comuni o disertori dell'Esercito e in seguito liberandoli.
Dopo l'attentato di via Rasella gli venne richiesto dal suo superiore, il questore Pietro Caruso (fucilato dopo la Liberazione) di fornire dei nominatavi di ebrei sui quali effettuare la rappresaglia (poi concretizzatasi nell'eccidio delle Fosse Ardeatine). La sua risposta fu di «non avere alcun nome di ebreo da offrire», adducendo come causa il fatto che gli archivi dell'Ufficio si trovavano in stato di estremo disordine per sua negligenza. Anche se il suo comportamento era chiaramente ostruzionistico, non ci furono conseguenze ed egli poté continuare la sua opera sin quasi all'arrivo degli Alleati, prima del quale si diede alla macchia, avendo però cura di distruggere anticipatamente, con l'aiuto dei suoi collaboratori, le pratiche di ebrei e militari sospetti ancora presenti negli archivi della Questura trasferiti in segreto negli scantinati. Prima dell’arrivo degli Alleati collaborò attivamente con il gruppo clandestino “Sprovieri” del Centro Clandestino Militare, cui comunicava le liste dei perseguitati politici e degli ufficiali italiani "sgraditi".

Dopo la Liberazione, per la sua attività a favore degli Alleati gli venne rilasciato dal generale Alexander il certificato di “Patriota”. Nel dopoguerra fu questore di Forlì (7 settembre 1953 - 15 aprile 1955), di Pisa (16 aprile 1955 - 31 gennaio 1956) e di La Spezia (12 agosto 1957 - 9 gennaio 1960). Per la sua opera ricevette già nel marzo 1955 la medaglia d'oro e una lettera dall'Unione delle comunità israelitiche in Italia:
L'8 luglio 1969 (dossier n. 3022) fu riconosciuto quale Giusto tra le Nazioni.

## Commemorazioni
Il 2 maggio 2004 il suo comune natale gli ha dedicato un monumento, mentre il 14 maggio 2012 è stata scoperta in suo onore una lapide presso la questura di Forlì riportante il seguente testo:
Il 2 febbraio 2014 la città di Pisa ha dedicato a de Fiore, Giusto tra le nazioni, una scultura dedicata alla Giustizia e un giardino presso l'area verde “Porta della Città”, davanti all'aeroporto, con la piantumazione di un ulivo; a suo nome è stata scoperta una lapide all'ingresso della questura.
Il 3 marzo 2017, nella sala del Cenacolo della Camera dei Deputati, si è tenuto il convegno “La storia maestra di vita. L’esempio dei Giusti tra le Nazioni”, promosso dall’Associazione Nazionale Cavalieri al Merito della Repubblica, per ricordare la Shoah e l’esempio di tre Giusti tra le Nazioni e dei deportati nei campi nazisti. In particolare si è ricordata proprio la figura di Angelo de Fiore che nella sua attività di Dirigente dell’Ufficio Stranieri della Questura di Roma, ha dispiegato una capillare attività di sabotaggio ed in favore dei perseguitati. 
Il 6 marzo 2017, in occasione della "Giornata dei Giusti", anche il Comune di Spezzano Albanese ha voluto ricordare Angelo de Fiore. 
"La Memoria dei Giusti e la responsabilità personale" è il tema che l’Istituto Comprensivo della cittadina arbëreshë, diretto dalla dirigente scolastica Rosina Costabile, ha inteso dare alla celebrazione della Giornata Europea. Nel corso della cerimonia è stato piantato un albero nel giardino della scuola media del paese e dedicato alla memoria di de Fiore.

Il 31 gennaio 2018, in occasione del "Giorno della Memoria" e su richiesta dell’Unione delle Comunità Ebraiche, il Comune di Roma ha inaugurato, presso l'antica abitazione di de Fiore, in via Clitunno 26, una targa commemorativa in suo onore: 
All'inaugurazione erano presenti, tra gli altri, il vice-sindaco di Roma, il presidente del II Municipio, il questore di Roma e l'addetto militare dell'ambasciata francese.

## Onorificenze
- Giusto tra le Nazioni (Israele - 1969)
- Commendatore della Repubblica Italiana (Italia)
- Cavaliere dell'Ordine di Wasa (Svezia - 1932)
- Cavaliere di Santo Stefano (Ungheria - 1930)
- Cavaliere dell'Ordine del regno di Jugoslavia (Jugoslavia - 1930)
- Cavaliere di merito Ungherese (Ungheria - 1939)
- Cavaliere di merito dell'Ordine delle frecce (Spagna)
- Cavaliere dell'Ordine di Norvegia (III Classe)
- Decorazione della Persia (Iran - 3º grado)
- Croce di merito di Guerra (1ª Guerra Mondiale)
- Onorificenza della Romania (Romania - 1942)